# Larbi Mohammedi
Larbi Mohammedi (Francia, 5 dicembre 1972 – Aix-en-Provence, 8 settembre 1996) è stato un pugile francese.
Ha un record personale di 15 vittorie (5 per KO), 1 sconfitta e un no-contest.
Muore a 23 anni in un incidente di moto.

## Palmarès
- 1995: Campione di Francia nella categoria « Welters »
- 1996: Campione di Francia nella categoria « Welters »